# Lasting Lover
«Lasting Lover'» — песня британского музыканта Sigala и британского певца и автора песен Джеймса Артура. Соавтором песни стал шотландский певец и автор песен Льюис Капальди, широко известный благодаря своему хиту «Someone You Loved». Сингл был выпущен в продажу и на стриминговых платформах 4 сентября 2020 года лейблом Ministry of Sound. В песне использован сэмпл из композиции «Time to Pretend» группы MGMT. Она достигла 10-го места в британском чарте синглов UK Singles Chart и вошла в топ-10 чарта танцевальной/электронной музыки США Dance/Electronic Songs.
На церемонии музыкальной премии APRA Awards 2022 года «Lasting Lover» была номинирована на премию «Самая часто исполняемая интернациональная песня».

## Персонал
Данные взяты с Tidal.
- Брюс Филдер — автор текста, исполнитель, продюсер
- Джеймс Артур — автор текста, вокал
- Jarly — автор текста, производство
- Анита Джобби (Льюис Капальди) — автор текста, исполнительный продюсер
- Эндрю Ванвингарден — автор текста
- Бен Голдвассер — автор текста
- Кори Сандерс — автор текста
- Люк Фриттон — автор текста
- Дипеш Пармар — сведение, программирование
- Пол Уэлли — гитара
- Марк Ральф — инженер звукозаписи
- Милли Макгрегор — скрипка

## Позиции в чартах
| Чарт (2020—2021)                           | Наивысшая позиция |
| ------------------------------------------ | ----------------- |
| Австралия (ARIA)                           | 17                |
| Бельгия/Фландрия (Ultratip Bubbling Under) | 33                |
| Канада (Billboard CHR/Top 40)              | 33                |
| Чехия (Rádio — Top 100)                    | 3                 |
| Мир Global Excl. US (Billboard)            | 130               |
| Венгрия (Rádiós Top 40)                    | 2                 |
| Венгрия (Single Top 40)                    | 27                |
| Ирландия (IRMA)                            | 15                |
| Новая Зеландия (Recorded Music NZ)         | 31                |
| Польша (Polish Airplay Top 100)            | 8                 |
| Румыния (Airplay 100)                      | 11                |
| Шотландия (OCC Scotland)                   | 1                 |
| Словакия (Rádio — Top 100)                 | 40                |
| Швеция (Sverigetopplistan)                 | 94                |
| Швейцария (Schweizer Hitparade)            | 41                |
| Великобритания (OCC UK Singles)            | 10                |
| Великобритания (OCC UK Dance)              | 3                 |
| США (Billboard Hot Dance/Electronic Songs) | 6                 |
| США (Billboard Pop Airplay)                | 23                |

| Чарт (2020)                                | Позиция |
| ------------------------------------------ | ------- |
| Польша (ZPAV)                              | 82      |
| США Hot Dance/Electronic Songs (Billboard) | 84      |

| Чарт (2021)                                | Позиция |
| ------------------------------------------ | ------- |
| Австралия (ARIA)                           | 60      |
| Венгрия (Rádiós Top 40)                    | 34      |
| США Hot Dance/Electronic Songs (Billboard) | 16      |

## Сертификации
| Регион                                                                      | Сертификация  | Продажи |
| --------------------------------------------------------------------------- | ------------- | ------- |
| Австралия (ARIA)                                                            | 2× Платиновый | 140 000 |
| Канада (Music Canada)                                                       | Платиновый    | 80 000  |
| Дания (IFPI Danmark)                                                        | Золотой       | 45 000  |
| Новая Зеландия (RMNZ)                                                       | 2× Платиновый | 60 000  |
| Польша (ZPAV)                                                               | Золотой       | 10 000  |
| Великобритания (BPI)                                                        | Платиновый    | 600 000 |
| США (RIAA)                                                                  | Золотой       | 500 000 |
| Данные о продажах + прослушиваниях приведены только на основе сертификации. |               |         |

## Хронология релиза
| Страна         | Дата             | Формат                        | Лейбл                  | Ссылка |
| -------------- | ---------------- | ----------------------------- | ---------------------- | ------ |
| Мир            | 4 сентября 2020  | Цифровая дистрибуция стриминг | Ministry of Sound B1   | [ 1 ]  |
| Австралия      | 4 сентября 2020  | Contemporary hit radio        | Ministry of Sound Sony | [ 35 ] |
| Италия         | 18 сентября 2020 | Contemporary hit radio        | Sony                   | [ 36 ] |
| Великобритания | 19 сентября 2020 | Adult contemporary            | Ministry of Sound B1   | [ 37 ] |
| Великобритания | 2 октября 2020   | Contemporary hit radio        | Ministry of Sound B1   | [ 38 ] |